# Sujawal (Distrikt)
Der Distrikt Sujawal ist ein Verwaltungsdistrikt in Pakistan in der Provinz Sindh. Sitz der Distriktverwaltung ist die gleichnamige Stadt Sujawal.
Der Distrikt hat eine Fläche von 7335 km² und nach der Volkszählung von 2017 781.967 Einwohner. Die Bevölkerungsdichte beträgt 107 Einwohner/km². Im Distrikt wird zur Mehrheit die Sprache Sindhi gesprochen.

## Lage
Der Distrikt befindet sich im Süden der Provinz Sindh, die sich im Südosten von Pakistan befindet. Der Indus grenzt im Westen an den Distrikt. 

## Verwaltungsgliederung
Der Distrikt ist administrativ in fünf Tehsil unterteilt:
- Jati
- Kharo Chan
- Mirpur Bathoro
- Shah Bandar
- Sujawal

## Geschichte
Der Distrikt entstand im Jahr 2013 aus Teilen des Distrikt Thatta.

## Demografie
Zwischen 1998 und 2017 wuchs die Bevölkerung um jährlich 2,23 %. Von der Bevölkerung leben ca. 11 % in städtischen Regionen und ca. 89 % in ländlichen Regionen. In 153.018 Haushalten leben 406.754 Männer, 375.193 Frauen und 20 Transgender, woraus sich ein Geschlechterverhältnis von 108,4 Männer pro 100 Frauen ergibt und damit einen für Pakistan häufigen Männerüberschuss.
Die Alphabetisierungsrate in den Jahren 2014/15 bei der Bevölkerung über 10 Jahren liegt bei 36 % (Frauen: 21 %, Männer: 51 %) und damit unter dem Durchschnitt der Provinz Sindh von 60 %.
| Jahr | Einwohnerzahl |
| ---- | ------------- |
| 1972 | 356.338       |
| 1981 | 361.799       |
| 1998 | 513.702       |
| 2017 | 781.967       |